# Cashma Hoody
Cashma Hoody ist eine deutsche Musikgruppe aus Frankfurt am Main. Ihr Musikstil, den sie selbst als „Trippin’ Rock-Reggae“ bezeichnet, ist eine Mischung aus Rock und Reggae mit Elementen aus Ska, Dub, Pop, Ambient und anderen Musikrichtungen. Cashma Hoody wurde 1993 gegründet und veröffentlichte bis zu ihrer Auflösung 2015 zehn Alben. Die Band besteht aus sechs bis sieben Mitgliedern. Bekannt wurde Cashma Hoody besonders durch ihre Live-Auftritte. Seit 2018 ist die Band wieder sporadisch aktiv.

## Geschichte

### 1992–2000
Als im Herbst 1992 für eine Musicalproduktion im Raum Frankfurt am Main Musiker gesucht wurden, trafen Markos Mouzouris (Gitarre), Roosta (Tobias Hahn, Gesang), John Abdelsayed (Schlagzeug & Percussion) und Stefan Wißmann (Bass) zum ersten Mal in dieser Zusammensetzung musikalisch aufeinander. Im Frühjahr 1993 beschlossen die vier, die bisher durch unterschiedliche Bandprojekte bereits miteinander in Kontakt standen, unabhängig vom Rest der Musicalband gemeinsam ein Projekt zu beginnen, das zunächst vage als Psychedelic-Reggae umrissen wurde. Der Name „Cashma Hoody“ ist ein reines Fantasieprodukt und hat keine tiefere Bedeutung.
Waren die ersten Songs dieser Zeit auch noch als sehr melancholisch einzustufen, so entwickelte die Band, beeinflusst durch ihre ersten gemeinsamen Festivals, schnell ihren sehr eigenen, ungezwungenen, fröhlichen Stil. 
Um ihre musikalische Bandbreite weiter ausschöpfen zu können, erweiterte sich die Band Ende des Jahres erstmals mit Niels Wendt am Keyboard. Kehren Cashma Hoody dabei in ihrer Musik zwar stets auf einen teils lockeren, teils treibenden Reggaerhythmus als Grundgerüst zurück, so werden auch zahlreiche andere Musikstile in ihre Arrangements eingebunden. 
Durch die überwiegend positive Liveresonanz im Laufe des nächsten Jahres motiviert, entstand im Oktober 1994 mit Cashmahoody ihre erste Studio-CD. Neben den Liveauftritten folgen Veröffentlichungen auf diversen Kompilationen und viele neue Songs, so dass mit Pachuamama im Frühjahr 1996 das zweite Album in Angriff genommen wird. Neben einem zunehmenden Ethno-Einschlag (Mama Earth, Ali Baba, …) tritt hier auch zum ersten Mal Oli Haas als Gastmusiker in Erscheinung, der kurze Zeit später fest in die Band eingestieg.
Nach der folgenden Release-Tour folgt schließlich der erste große Besetzungsumbruch bei Cashma Hoody.
Abdelsayed, der mit der Zeit immer mehr Gesangsanteile übernommen hatte, verließ im Frühjahr 1997 für zunächst unbestimmte Zeit die Band, um sich auf einer längeren Reise nach Südamerika und Indien musikalisch weiterzuentwickeln.
Mit Sebastian am Schlagzeug und Oli für Gesang und Percussion starten die Hoodys in eine neue Ära, die zunächst etwas rockiger und spaciger als bisher ausfiel. Zu hören ist dies auch auf ihrer im Frühjahr 1998 in der ausverkauften Frankfurter Batschkapp veröffentlichten dritten CD Outernational. Auf dieser CD befindet sich auch ein CD-ROM-Track zum ersten Cashma-Hoody-Video Guided.
Nach einer sehr erfolgreichen Release-Tour steht mit Haas’ studiumbedingten Wechsel und Roostas Ausstieg zu Gunsten zunehmender eigener Studioaktivitäten eine erneute Umbesetzung von Cashma Hoody an.
Mit Abdelsayed, der Mitte des Jahres nach seiner Reise zunächst an Percussion und Gesang wieder zur Band gestoßen ist, als Frontman, Niels Wendt, an den Percussions, um öfters als zweiter Frontman in Aktion treten zu können, und Carsten Reiter, dem neuen Keyboarder und Backgroundsänger, formten Cashma Hoody ihr neues Line-up. 1999 spielte die Band ihren größten Auftritt in ihrer musikalischen Karriere. Beim Festival Sound of Frankfurt spielen sie vor 10.000 Menschen auf der Hauptbühne als einzige Band ohne Plattenvertrag zwischen Künstlern wie Laith Al-Deen und Echt.

### 2000–2007
Im Jahr 2000 erhielt Cashma Hoody schließlich den ersten Plattenvertrag. Nach etwa 5000 in Eigenregie verkauften CDs und mehr als 350 Konzerten im In- und Ausland veröffentlicht die Band im April 2000 in Zusammenarbeit mit dem Label African Dance Records das neue Studioalbum … And the Light Within. Mit Deine Kraft befindet sich erstmals auch erstmals ein deutscher Song auf dem Album. 2000 spielten sie auf dem Tollwood-Festival vor Marla Glen.
Im Herbst 2001 spielten Cashma Hoody als Vorband auf der UB40-Deutschlandtournee. Im Jahr 2002 erschien dann mit hoodylicious das fünfte Cashma-Hoody-Album. Wieder sind auch deutschsprachige Songs vertreten. Die englischen Dub-Größen Alpha & Omega und Zion Train sowie der Reggae-Artist Jah Meek haben auf diesem Album Gastauftritte. Nachdem Mouzouris sich aus Zeitmangel zunehmend aus der Musik zurückziehen musste, wurde mit Lars, der bereits früher mit Abdelsayed gemeinsam in der Band Tightrope spielte, schnell ein Ersatz gefunden.
Anlässlich ihres 10-jährigen Bandjubiläums und nach mittlerweile über 500 Konzerten im In- und Ausland beschlossen Cashma Hoody im Frühjahr 2003 die Aufnahme eines Livealbums, im Mai 2004 veröffentlichten Cashma Hoody ihr sechstes Album Come Unity.
Im September 2005 wurde Lars, der sich aus beruflichen Gründen von der Band verabschiedete, von Steffen Gindra ersetzt. Ein Jahr später, im Mai 2006, erschien ihr Album Hear and Now, auf dem neben einigen Remixes von bekannten Titeln der Band (u. a. mit Culcha Candela und Mellow Mark) auch eine Interpretation des Air-Klassikers All I Need zu hören ist. Die Band spielte im Anschluss eine Clubtour und trat auch beim Chiemsee Reggae Summer auf.
Seit 2006 wurden Cashma Hoody bei ihren Auftritten gelegentlich auch durch einen Posaunisten (Sebastian Früchel) und einen Trompeter (Nils Helfrich) ergänzt. Im Winter 2006/2007 begann die Planung eines Remix-Albums. Mit Soundpool, welches dann im Sommer 2007 erschien, zeigen sich Cashma Hoody von ihrer eher entspannten Seite. Auf dem Album gibt es Hoody-Songs zu hören, die von befreundeten Musikern bzw. Produzenten, wie Gabriel Le Mar, Lacantina und Afrit (Eastenders), mit Elementen aus Elektronik und Reggae bis hin zu Dub, Latin und Dancehall-Beats versehen worden sind.

### 2008–2015
Für die Produktion der EP Weiter im Winter 2010/2011 konnten Cashma Hoody neben Oliver Rüger (Sasha, Max Mutzke) auch Clemens Matznick (Revolverheld, Guano Apes) für eine Zusammenarbeit anwerben. Das Release fand im Sommer 2011 statt. Ende des Jahres verließ Steffen Gindra die Band. Mit Boris Eckert, der die Band in den Jahren zuvor schon oft als Tonmischer begleitet hatte, wurde schnell ein Nachfolger gefunden. Weitere Open-Air-Auftritte, vor allem im Rhein-Main-Gebiet, folgten.
Ihr 20-jähriges Bühnenjubiläum feierten Cashma Hoody im November 2013 in Frankfurt am Main im ZOOM (ehemalig Sinkkasten) gemeinsam mit Mellow Mark und ehemaligen Bandmitgliedern. Am 17. November 2014 gab die Band auf ihrer Webseite bekannt, 2015 ihre letzten Konzerte zu spielen. Am 10. Oktober 2015 gab die Band nach 22 Jahren in der Neuen Stadthalle Langen ihr vorerst letztes Live-Konzert vor etwa 1000 Zuschauern.

### Seit 2018
Am 21. Februar 2018 spielte die Band in der Neuen Stadthalle Langen im Rahmen eines Abends von und mit Ena Roth ein kleines Set mit 5 Liedern. Seitdem ist die Band auch wieder sporadisch aktiv und arbeitet an neuen Songs. 2019 spielte die Band auf dem Schlossgrabenfest.

## Diskografie

### Studioalben
- 1994: Cashmahoody (Eigenproduktion)
- 1996: Pachuamama (Eigenproduktion)
- 1998: Outernational (Eigenproduktion)
- 2000: And the Light Within (African Dance Records)
- 2002: Hoodylicious  (African Dance Records)
- 2004: ComeUnity (Eigenproduktion)
- 2006: Hear and Now (CKP/Hoodymusic)
- 2007: Soundpool (CKP/Hoodymusic)

### Livealben
- 2003: Live! (African Dance Music)

### EPs
- 2011: Weiter (CKP/Hoodymusic)

### Samplerbeiträge
- 1995: Wake Up und Jucy Sky auf 1822-Rock-Festival Finale 5. März 1995 (Frankfurter Sparkasse)
- 1997: Groovy People und Hoody auf Live from the Bongo Bongo Sunsplash Vol. 2/1996
- 1998: Guided auf Vereinte – Go Future (Plattenmeister)
- 1999: Survive auf Double Impact – Music for Playstation[13]
- 2001: Hör Auf Deinen Bauch (Gedränge Statt Plastik-Mix) auf Gedränge statt Plastik
- 2001: The Sign auf Reggae Sommer 2001
- 2004: Hot Blooded Mood Club auf Reggaestyle